# Deropeltis robusta
Deropeltis robusta es una especie de cucaracha del género Deropeltis, familia Blattidae.

## Distribución
Esta especie se encuentra en Guinea, Costa de Marfil, Ghana, Camerún, Gabón y República Democrática del Congo.